# Partit Socialista Valencià
El Partit Socialista Valencià (PSV) fou un partit polític valencià fundat el 1964 per antics militants del Moviment Social-Cristià de Catalunya i Acció Socialista Valenciana, així com de l'Agrupació Democràtica d'Estudiants Valencians.

## Orígens
Agrupava diferents corrents socialistes, vinculades a la defensa de la identitat cultural i nacional i, molt especialment, a les Joventuts de Lo Rat Penat, però era fortament influït pel socialisme catalanista de Josep Pallach i Carolà, pels grups socialcristians de Jordi Pujol, la revista Serra d'Or i l'Abadia de Montserrat.
Part de la seua militància provenia del Front Marxista Valencià (FMV), com Vicent Ventura i Beltran, d'altres independents, com Eliseu Climent, que sostenien posicions properes al socialisme cristià. El nucli principal del partit també aplegava una militància de procedència molt heterogènia: Ferran Martínez Navarro, Josep Vicent Marquès González, Joan Josep Pérez Benlloch, Valerià Miralles i Ortolà, Francesc Candela, Josep Lluís Blasco, Ricard Pérez Casado, Alfons Cucó, Jose Rodrigo, Enric Jordà, Vicent Albero i Vicent Àlvarez entre d'altres. No tenien lligams ideològics ni familiars amb els grups valencianistes anteriors a la Guerra Civil espanyola.

## Ideologia
Ideològicament, eren socialistes i valencianistes, i en la universitat s'oposaren al SEU, però també al PCE. D'antuvi no tenien un programa elaborat, sinó grans línies d'actuació del socialisme democràtic que inspiraren la Declaració de Principis del PSV de 1964. La majoria dels militants pertanyien a la petita burgesia, pocs eren fills de treballadors, i molts d'ells eren universitaris. No va passar dels 60 o 70 militants actius, i els que s'hi aplegaren no passaren mai de 150 individus. Fins i tot llençaren una iniciativa obrerista, promoguda per Vicent Alvarez i Vicent Albero provinent del F.L.P. l'Aliança Sindical Obrera (ASO) ajudant a organitzar la primera vaga a Sagunt contra la política de la United Steel a Altos Hornos i a les reivindicacions de Cementos Turia, les primeres al País Valencià.
Es caracteritzaren per afirmar el caràcter nacional i lingüístic del País Valencià, que mantenia afinitats bàsiques amb Catalunya i les Illes Balears, amb els quals forma la comunitat nacional dels Països Catalans. A nivell d'Espanya, proposaven la configuració d'una Confederació de Països Socialistes. Exigien un govern autònom propi amb l'ús del català com a llengua oficial i que integrara les classes treballadores valencianes. També s'interessaven pels moviments d'alliberament del Tercer Món, que inspirava la lluita contra la dictadura franquista.

## Implantació (1965-1967)
Degut a la procedència dels seus militants, el seu principal lloc d'implantació fou la Universitat de València, però van mantenir alguna presència en una trentena de municipis valencians, arribant a editar tres revistes comarcals (Terra Forta, Solc i Xúquer). En col·laboració amb Òmnium Cultural van llançar la campanya "Vint mil valencians demanen l'ús de la llengua a l'Església". Van intentar connectar amb el PSOE a través de Ricard Pérez Casado, i més tard mantingueren contactes amb la CNT i la Unió Democràtica del País Valencià. Tingueren relacions molt fluides amb els grups cristians de Jordi Pujol i el Moviment Socialista de Catalunya (MSC) a través de Josep Pallach i Carolà, Joan Reventós i Carner i Pau Verrié, que els facilitaren reunions amb gent del Partit Socialista Italià; també mantingueren alguns contactes amb Josep M. Ferrer i Núria Codina, del FNC. Per contra, les relacions amb el PCE foren inexistents.
Eliseu Climent, Ricard Pérez Casado, Valerià Miralles i Vicent Albero van mantenir contactes amb el vicecònsol dels EUA a València responsable de la CIA aleshores Timothy Towell i el 1965 els dos primers viatjaren als EUA per visitar la revista marxista Monthly Review dels economistes Paul Baran i Swizy, mentre que el 1967 ho va fer Ciprià Ciscar Casaban (SDEUV). José Rodrigo, Vicent Albero i Valerià Miralles viatjaren a Alemanya Occidental convidats pel sindicat del metall alemany DGB, per assistir a la reunió organitzada per la Fundació Friederich Ebert de l'SPD a Bonn amb tots els partits socialistes de l'Estat Espanyol. L'SPD va proporcionar mitjans de propaganda al PSV a través de l'advocada madrilenya Josefina Arrillaga. Durant uns anys foren hegemònics a la Universitat de València, on van fer un paper semblant al del FOC a Catalunya o del FLP a Madrid. Hi organitzaren la I Assemblea Lliure d'Estudiants de València (2 de març de 1965) i col·laboraren en la fundació del SDEUV. Van treure les revistes Esquerra, Concret i Lluita i organitzaren algunes de les actuacions de Raimon, aleshores vinculat al partit.
També foren promotors de la campanya de pintades massives Parlem Valencià per tots els barris de la ciutat de València el 9 d'octubre del 1965, i per això Vicent Ventura i Beltran fou detingut i interrogat per la Brigada Político-Social. El 7 de març de 1966 van fer la campanya de pintades Valencians unim-nos, arreu del País Valencià, per la que Valerià Miralles i Ortolà fou detingut i multat. També organitzaren xiulades massives a la Crida de les Falles (feta en castellà) de 1965 i 1968, fetes pel president de la Junta Central Fallera, Juan Bautista Martí Belda.
Participaren en la manifestació de l'1 de maig de 1967 amb CCOO i PCE, i distribuí pamflets amb el lema Per un País Valencià Lliure i Socialista!; la policia va carregar i practicà detencions i tortures. Des del 1968, però, el partit entrà en crisi i es produïren algunes escissions, degudes sobretot a la pluralitat ideològica del grup que sovint provocava certa confusió ideològica (un sector obrerista se n'escindí el 1966).

## Dissolució
El grup de València es va dissoldre el 1968, integrant-se una part dels seus membres en partits d'esquerra ja existents com el PCE, i d'altres contribuint a fundar grups nacionalistes com Germania Socialista (GS), Grups d'Acció i Reflexió Socialista (GARS), Convergència Socialista del País Valencià, Partit Socialista del País Valencià, considerat hereu del PSV, o el Partit Socialista d'Alliberament Nacional (PSAN). El grup d'Elx, però, no es va dissoldre fins al 1970. D'altres, com Eliseu Climent, es dedicaren al món editorial des de la Llibreria Tres i Quatre, que llençaria Edicions Tres i Quatre. Tot i la seua curta durada, va contribuir sobre manera perquè l'esquerra del País Valencià adoptés posicions valencianistes, moltes d'elles abandonades arran la batalla de València, i en el I Congrés d'Història del País Valencià.